# مداد (تشيلو)
مداد (بالفارسية: مدد) هي منطقة سكنية تقع في إيران في قسم تشيلو الريفي. يقدر عدد سكانها بـ 27 نسمة .